# 哈里森鎮區 (堪薩斯州賴斯縣)
哈里森鎮區（英語：Harrison Township）為美國堪薩斯州賴斯縣轄下的鎮區。2010年美国人口普查中此鎮區人口有171人。

## 地理
哈里森鎮區涵蓋總面積為91.4平方（35.30平方英里），其中陸地面積為91.4平方（35.28平方英里），水域面積為0.052平方（0.02平方英里）或0.06%。

## 人口統計
根據2010年美國人口普查，哈里森鎮區人口有171人，其中男性有84人，女性有87人，人口密度為每平方公里1.87人，住房計79戶。鎮區內的白人有161人，非裔美國人有2人，美洲原住民有0人，亞裔美國人有0人，太平洋島裔美國人有0人，其他種族有6人，混血種族則有2人。此外鎮區內有14人為西班牙裔或拉丁裔美國人。此鎮區之年齡中位數為47.7歲，而男性年齡中位數為49.7歲，女性年齡中位數為46.5歲。

## 交通

### 主要公路
- 56號美國國道
- 14號堪薩斯州州道